# Helina walkeri
Helina walkeri este o specie de muște din genul Helina, familia Muscidae, descrisă de Carvalho și Adrian C. Pont în anul 1993. Conform Catalogue of Life specia Helina walkeri nu are subspecii cunoscute.